# KNVB Beker
De KNVB Beker is een Nederlandse voetbalcompetitie voor mannen georganiseerd door de nationale voetbalbond KNVB.
De competitie wordt van oudsher afgewerkt in het knock-outsysteem. In de acht seizoenen 1977/78 tot en met 1984/85 werden in de kwartfinales en halve finales in dit knock-outsysteem twee wedstrijden gespeeld (in plaats van een). Iedere club speelde een wedstrijd thuis en een wedstrijd uit tegen zijn tegenstander. In de twee seizoenen 1981/82 en 1982/83 werden bovendien niet alleen in de kwartfinales en halve finales, maar ook in de finales twee wedstrijden gespeeld; een thuis en een uit voor de betreffende finalisten (FC Utrecht-AZ'67 1-0, AZ'67-FC Utrecht 5-1; Ajax-NEC 3-1, NEC-Ajax 1-3). Tussen 1994 en 2003 werd de knock-outfase voorafgegaan door een groepsfase. Vaak kregen hooggeplaatste ploegen uit de Eredivisie of de clubs die Europees speelden een beschermde status, waardoor zij later in het toernooi mochten instromen. Tussen 2006/07 en 2018/19 stroomden alle profclubs gelijktijdig in (vanaf de 1/32e finales). In 2019/20 zijn de clubs die actief zijn in de groepsfase(vanaf seizoen 2024/2025 competitiefase) van een Europees clubtoernooi vrijgesteld van de eerste ronde.
De deelnemers zijn:
- de voetbalclubs uit het Nederlands betaald voetbal (Eredivisie en Eerste divisie)
- de clubs uit de hoogste amateurafdelingen: de Tweede divisie en de Derde divisie
- de amateurverenigingen die de halve finales van de regionale districtbekers in het voorafgaand seizoen bereikt hebben

De finale van het toernooi wordt sinds 1989 traditiegetrouw in Stadion Feijenoord afgewerkt en werd voorheen vaak op Hemelvaartsdag gespeeld. Later werd de finale verplaatst naar een eerdere datum, zodat deze plaatsvindt voorafgaand aan de play-offs in de Eredivisie. In 2010 bestond de finale uit veiligheidsoverwegingen uit twee wedstrijden. De finale ging toen tussen Ajax en Feyenoord en deze clubs mochten geen uitsupporters meenemen. Door de finale over twee wedstrijden te verdelen konden de supporters van beide ploegen een finale zien. Op deze manier konden supportersrellen worden voorkomen.
De bekerwinnaar mag het volgende seizoen deelnemen aan de traditionele seizoensopening, de Johan Cruijff Schaal, en plaatst zich voor de competitiefase van de UEFA Europa League. Als een team kampioen wordt en de beker wint, heeft dit team de dubbel gewonnen. In dat geval neemt de nummer twee van de Eredivisie de plaats van de bekerwinnaar over in de Johan Cruijff Schaal. Wanneer de bekerwinnaar in competitieverband een hogere Europese plaatsing heeft weten te bewerkstelligen, wordt het ticket vanuit het bekertoernooi vergeven aan de eerstvolgende rechthebbende club met een lagere Europese plaatsing in de competitie (en dus niet aan de verliezend finalist). 
Sinds het seizoen 2016/2017 dienen de meeste amateurclubs twee voorronden te spelen, voordat ze worden toegelaten tot het hoofdtoernooi.

## Geschiedenis

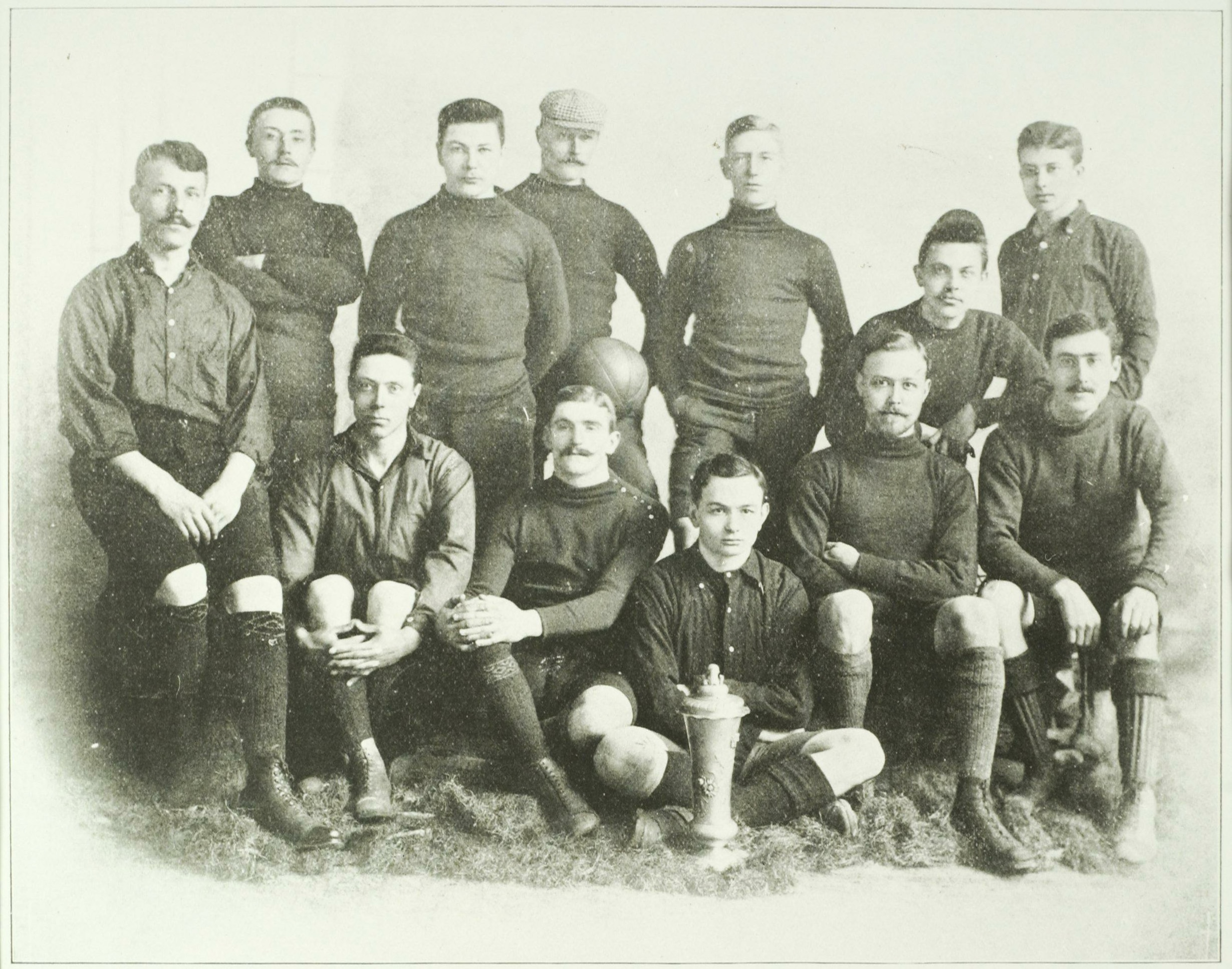
HFC Haarlem na het winnen van de Holdert-beker in 1902

Naar voorbeeld van de FA Cup in Engeland, werd er op 11 maart 1894 een voetbalbekertoernooi gespeeld om het Holdertbeeld, dat beschikbaar gesteld werd door Hak Holdert, secretaris van RAP en zoon van de oprichter van De Telegraaf. Bij gebrek aan animo en de vele afmeldingen waren alleen de Haarlemsche Football Club en HFC Haarlem erin geslaagd een wedstrijd te organiseren. Dat is het eerste bekerduel in de Nederlandse voetbalgeschiedenis en HFC wint met 3–1.
Vier jaar later wordt er, na een bondsvergadering in Den Haag op 15 januari 1898, opnieuw een voetbalbekertoernooi georganiseerd. Het bestuur van de Nederlandsche Voetbalbond (NVB), later KNVB, besloot in 1899 een toernooi voor bondsverenigingen te organiseren.
Door ondernemer Hak Holdert werd wederom een beker beschikbaar gesteld. In het seizoen 1898/99 werd voor de eerste keer de naar hem vernoemde Holdertbeker uitgereikt. De eerste Nederlandse bekerwinnaar in deze nieuwe toernooiopzet werd RAP Amsterdam dat in de finale HVV uit in Den Haag met 1–0 versloeg

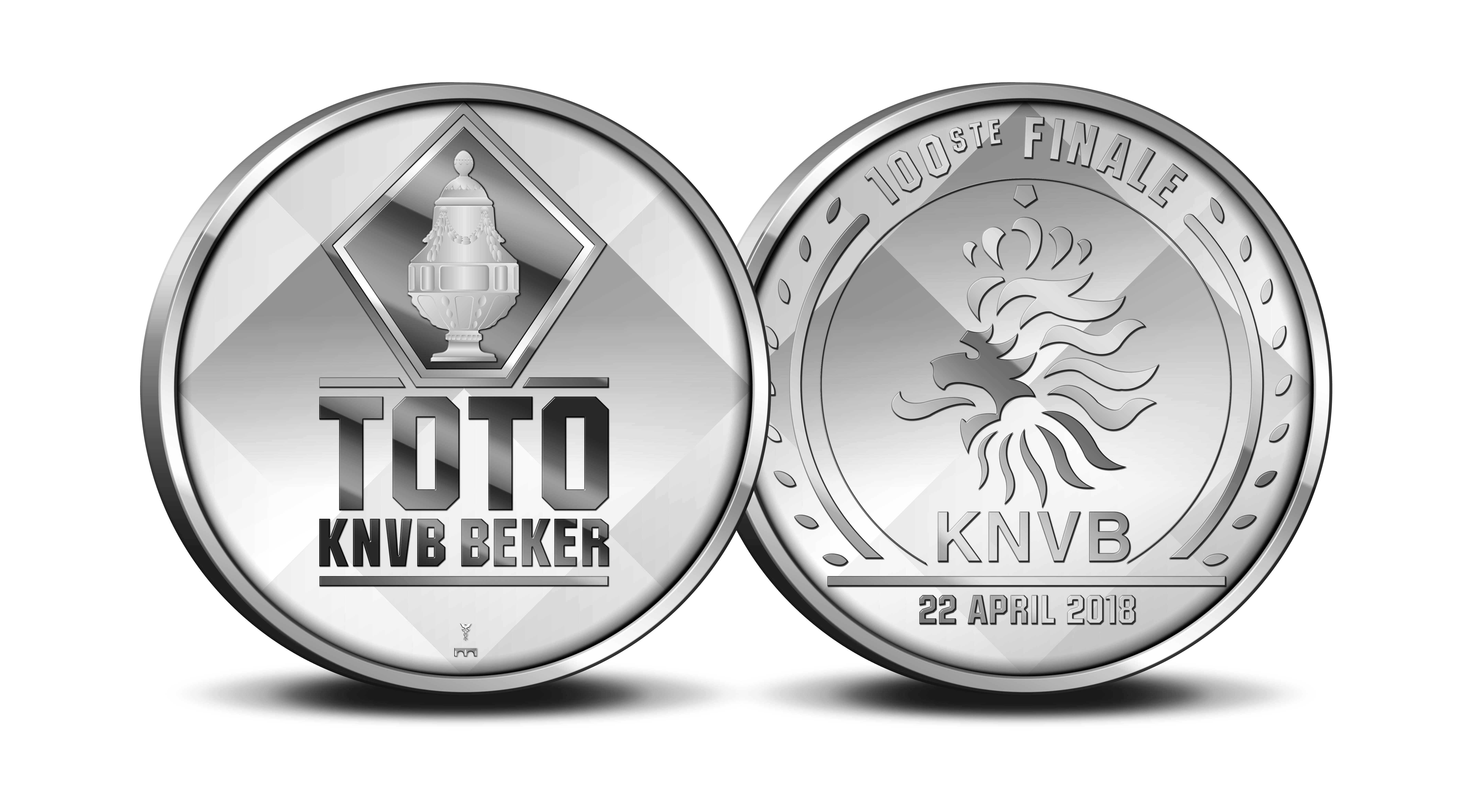
Gouden TOSS Munt, ontworpen door Hennie Bouwe.

In 2018 werd de 100ste KNVB Bekerfinale gespeeld. Ter gelegenheid daarvan verscheen een uitgifte van de Koninklijke Nederlandse Munt, de Gouden TOSS-munt.

### Naamgeving en trofee

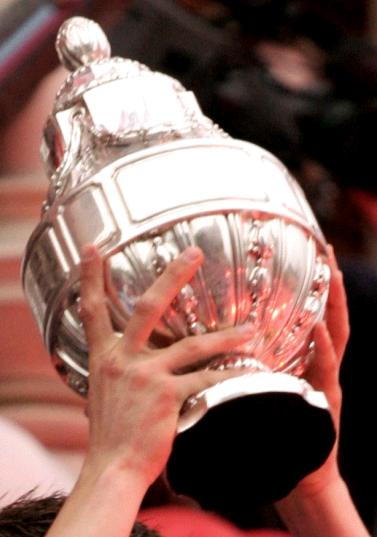
De KNVB Beker

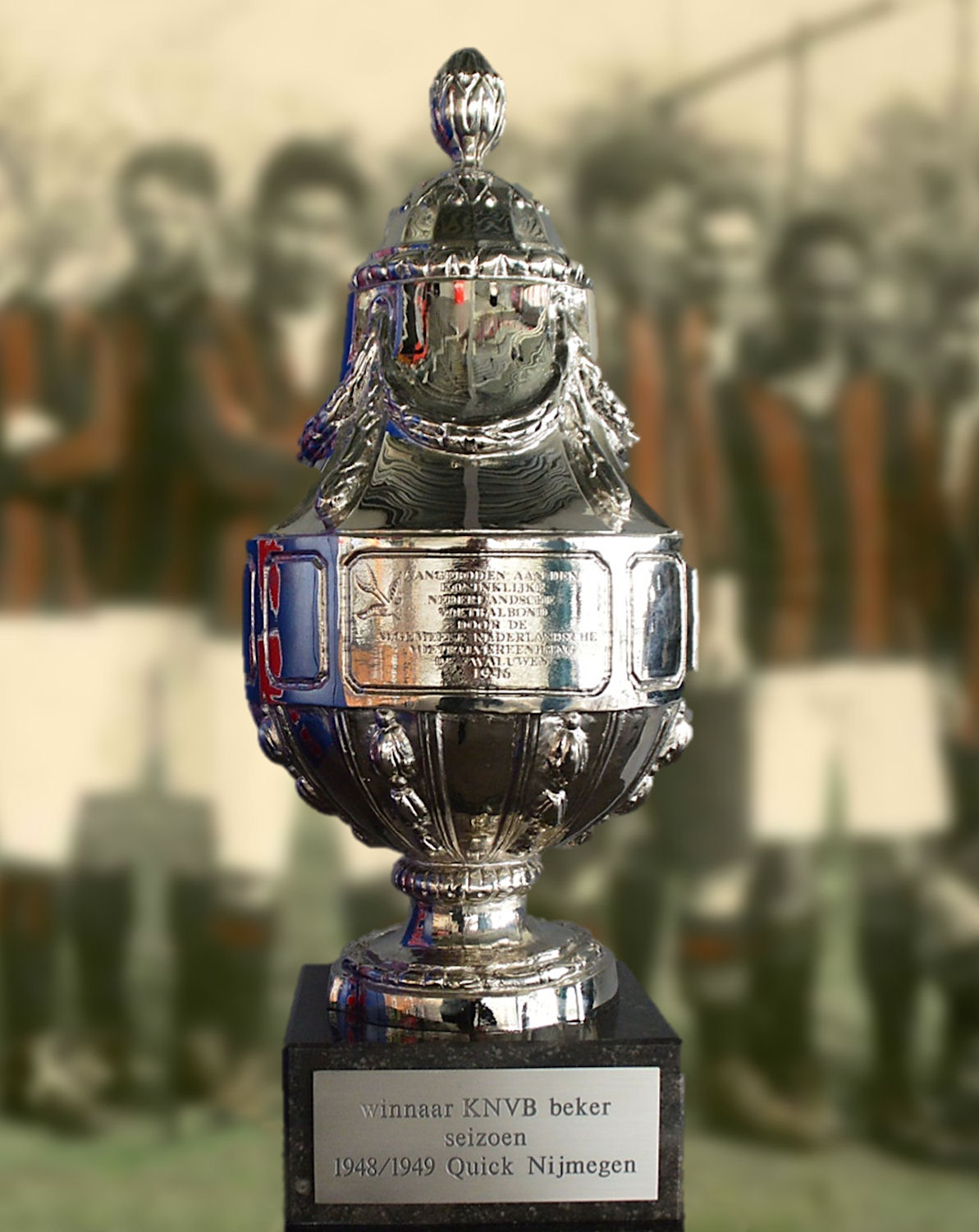
KNVB Beker, Quick 1888, seizoen 1948/1949

De beker heette de Holdertbeker, behalve tussen 1921 en 1929 toen de beker NVB-beker heette, naar de bond.
In 1944 leverde de laatste winnaar, Willem II, de wisselbeker in bij de bond en sindsdien ontbreekt elk spoor. Op 17 september 2022 reikte de KNVB aan de zeventien nog bestaande winnaars van de Holdert-beker een replica uit.
Pas in 1946 kreeg het bekertoernooi een andere naam, de 'KNVB Beker' en werd ook voor het eerst zilver gebruikt voor de beker. Dat was een zeer kostbaar geschenk, omdat edelmetalen vlak na de Tweede Wereldoorlog schaars waren. Deze beker werd aangeboden door de Algemene Nederlandse Voetbalvereniging De Zwaluwen. Het Parool schrijft op 6 maart 1946 dat de zilveren beker al in 1941 is aangekocht. Het Algemeen Handelsblad weet vervolgens te melden dat de zilveren trofee bijna door de Duitse bezetter geconfisqueerd was. De beker was ondergebracht bij een meneer De Haan, die de trofee – met gevaar voor eigen leven – verscheidene malen moest verplaatsen.
Vanaf 1995 werd bierbrouwer Amstel sponsor van het bekerevenement. Feyenoord en FC Volendam speelden voor het eerst een finale om de Amstel Cup, die de Rotterdamse club met 2-1 van FC Volendam won.
In augustus 2005 werd er opnieuw een naamswijziging doorgevoerd. Sindsdien werd er gestreden om de Gatorade Cup, vernoemd naar sportdrankenfabrikant Gatorade. Vanaf het seizoen 2006/07 heet het toernooi weer KNVB Beker, maar Gatorade bleef sponsor van het bekertoernooi.
Tussen het seizoen 2017/18 en 2024/25 was de naam van het toernooi officieel de TOTO KNVB Beker. TOTO verwees hier naar de sponsor Nederlandse Loterij. Vanaf het seizoen 2025/26 is het toernooi hernoemd naar Eurojackpot KNVB Beker, waarmee nog steeds wordt verwezen naar de Nederlandse loterij als hoofdsponsor.

De nationale beker heeft als bijnaam 'de dennenappel'. In 2018 werd er eenmalig een gouden versie van de beker uitgereikt ter ere van de 100ste bekerfinale.
| Jaar       | Naam                   |
| ---------- | ---------------------- |
| 1894–1898  | Holdertbeeld           |
| 1899–1920  | Holdertbeker           |
| 1921–1929  | NVB-beker              |
| 1930–1945  | Holdertbeker           |
| 1946–1994  | KNVB Beker             |
| 1995–2004  | Amstel Cup             |
| 2005       | Gatorade Cup           |
| 2006–2017  | KNVB Beker             |
| 2018–2025  | TOTO KNVB Beker        |
| 2025–heden | Eurojackpot KNVB Beker |

### Europees voetbal
De winnaar van de Eurojackpot KNVB Beker plaatst zich voor de wedstrijd om de Johan Cruijff Schaal alsmede voor Europees voetbal. Van 1961 tot 1998 was dat voor het Europacup II-toernooi, daarna voor het UEFA Cup toernooi en vanaf 2009 voor de UEFA Europa League. Als de bekerwinnaar zich echter plaatst voor de UEFA Champions League, krijgt de verliezend finalist de plaats toegewezen. Vanaf het seizoen 2014/2015 plaatste hooguit de winnaar zich voor Europees voetbal. Indien deze al geplaatst is voor de Champions League, zal de plaats voor Europees voetbal gegeven worden aan de hoogstgeplaatste ploeg uit de competitie en niet meer aan de verliezend finalist. Vanaf seizoen 2015/2016 plaatste de bekerwinnaar zich automatisch voor de groepsfase van de Europa League, mits Nederland in de coëfficiëntenlijst van de UEFA bij de eerste twaalf zit. Dit werd later de voorrondes mede door een lagere plek in de coëfficiëntenlijst en uiteindelijk door betere prestaties in Europa sinds 2024 de competitiefase.
In het seizoen 1961/62 was Ajax de eerste Nederlandse deelnemer in het toernooi om de Europacup II (Cup Winners Cup). Ajax was ook de enige Nederlandse club die de finale van dit toernooi bereikte. In het seizoen 1986/87 werd deze met 1-0 gewonnen van het Oost-Duitse Lokomotive Leipzig en het seizoen erop, 1987/88, werd deze met 0-1 verloren van het Belgische KV Mechelen.
In 1998 werd een extra wedstrijd gespeeld tussen de verliezend halvefinalisten, omdat de finalisten Ajax en PSV zich beide hadden gekwalificeerd voor de UEFA Champions League. Deze wedstrijd tussen Heerenveen en FC Twente eindigde in het Oosterenkstadion in Zwolle in 3-1, waardoor Heerenveen zich plaatste voor het Europacup II-toernooi.
In de huidige opzet wordt, als zowel de verliezend finalist als de winnaar van het toernooi bij de eerste drie ploegen in de eredivisie zit, de Europa League plaats vergeven aan de nummer 4 (of 5 zie: UEFA-coëfficiënten) van de Eredivisie, die dan geen play-offs hoeft te spelen om de laatste Europa League-plaats.

### Geen bekerfinale
Tussen 1919 en 1960 werd het toernooi achttien keer niet gespeeld. In 1919 vond voor de eerste keer geen bekertoernooi plaats. In de jaren twintig werd het toernooi drie keer niet gespeeld (1922, 1923, 1924) en ook in 1931 en 1933 moest Nederland het zonder bekercompetitie stellen. Tijdens de Tweede Wereldoorlog en enkele jaren daarna (1940-1942, 1945, 1947) werd er ook geen bekertoernooi georganiseerd. Ten slotte werd er wegens geringe belangstelling ook van 1950-1956 en in 1960 niet om de beker gestreden.
Drie keer, in 1929, 1946 en 2020, werd het bekertoernooi voortijdig gestaakt. In 2020 was er geen finale wegens de coronapandemie.

## Finales
| Jaar | Winnaar             | Nr                | Uitslag           | Finalist           |
| ---- | ------------------- | ----------------- | ----------------- | ------------------ |
| 1899 | RAP                 | 1                 | 1–0 n.v.          | HVV                |
| 1900 | CVV Velocitas       | 1                 | 3–1               | Ajax Leiden        |
| 1901 | HBS                 | 1                 | 4–3               | RAP                |
| 1902 | HFC Haarlem         | 1                 | 2–1               | HBS                |
| 1903 | HVV                 | 1                 | 6–1               | HBS                |
| 1904 | Koninklijke HFC     | 1                 | 3–1               | HVV                |
| 1905 | VOC                 | 1                 | 3–0               | HBS-2              |
| 1906 | DSV Concordia       | 1                 | 3–2               | AC & VV Volharding |
| 1907 | VOC                 | 2                 | 4–3 nv            | Voorwaarts         |
| 1908 | HBS-2               | 2                 | 3–1               | VOC-2              |
| 1909 | H.V. & C.V. Quick-2 | 1                 | 2–0               | VOC                |
| 1910 | H.V. & C.V. Quick-2 | 2                 | 2–0               | HVV-2              |
| 1911 | H.V. & C.V. Quick   | 3                 | 1–0               | HFC Haarlem        |
| 1912 | HFC Haarlem         | 2                 | 2–0               | Vitesse            |
| 1913 | Koninklijke HFC     | 2                 | 4–1               | DFC                |
| 1914 | DFC                 | 1                 | 3–2               | HFC Haarlem        |
| 1915 | Koninklijke HFC     | 3                 | 1–0               | HBS                |
| 1916 | H.V. & C.V. Quick   | 4                 | 2–1 n.v.          | HBS                |
| 1917 | Ajax                | 1                 | 5–0               | VSV                |
| 1918 | RCH                 | 1                 | 2–1               | VVA                |
| 1919 | Niet gespeeld       | Niet gespeeld     | Niet gespeeld     | Niet gespeeld      |
| 1920 | CVV                 | 1                 | 2–1               | VUC                |
| 1921 | VV Schoten          | 1                 | 2–1               | RFC Rotterdam      |
| 1922 | Niet gespeeld       | Niet gespeeld     | Niet gespeeld     | Niet gespeeld      |
| 1923 | Niet gespeeld       | Niet gespeeld     | Niet gespeeld     | Niet gespeeld      |
| 1924 | Niet gespeeld       | Niet gespeeld     | Niet gespeeld     | Niet gespeeld      |
| 1925 | ZFC                 | 1                 | 5–1               | RFC Xerxes         |
| 1926 | T.S.V. LONGA        | 1                 | 5–2               | De Spartaan        |
| 1927 | VUC                 | 1                 | 3–1               | Vitesse            |
| 1928 | RCH                 | 2                 | 2–0               | PEC                |
| 1929 | Toernooi gestaakt   | Toernooi gestaakt | Toernooi gestaakt | Toernooi gestaakt  |
| 1930 | Feijenoord          | 1                 | 1–0               | Excelsior          |
| 1931 | Niet gespeeld       | Niet gespeeld     | Niet gespeeld     | Niet gespeeld      |
| 1932 | DFC                 | 2                 | 5–4 nv            | PSV                |
| 1933 | Niet gespeeld       | Niet gespeeld     | Niet gespeeld     | Niet gespeeld      |
| 1934 | Velocitas 1897      | 1                 | 3–2 nv            | Feijenoord         |
| 1935 | Feijenoord          | 2                 | 5–2               | HVV Helmond        |
| 1936 | RFC Roermond        | 1                 | 4–2               | KFC                |
| 1937 | Eindhoven           | 1                 | 1–0               | De Spartaan        |
| 1938 | VSV                 | 1                 | 4–1               | AGOVV              |
| 1939 | WVV Wageningen      | 1                 | 2–1 n.v.          | PSV                |
| 1940 | Niet gespeeld       | Niet gespeeld     | Niet gespeeld     | Niet gespeeld      |
| 1941 | Niet gespeeld       | Niet gespeeld     | Niet gespeeld     | Niet gespeeld      |
| 1942 | Niet gespeeld       | Niet gespeeld     | Niet gespeeld     | Niet gespeeld      |

| Jaar | Winnaar           | Nr                | Uitslag           | Finalist          |
| ---- | ----------------- | ----------------- | ----------------- | ----------------- |
| 1943 | Ajax              | 2                 | 3–2               | DFC               |
| 1944 | Willem II         | 1                 | 9–2               | RKSV Groene Ster  |
| 1945 | Niet gespeeld     | Niet gespeeld     | Niet gespeeld     | Niet gespeeld     |
| 1946 | Toernooi gestaakt | Toernooi gestaakt | Toernooi gestaakt | Toernooi gestaakt |
| 1947 | Niet gespeeld     | Niet gespeeld     | Niet gespeeld     | Niet gespeeld     |
| 1948 | WVV Wageningen    | 2                 | 0–0 n.s. (2–1)    | DWV Amsterdam     |
| 1949 | Quick 1888        | 1                 | 1-1 n.s. (2–1)    | SC Helmondia      |
| 1950 | PSV               | 1                 | 4–3 n.v.          | HFC Haarlem       |
| 1951 | Niet gespeeld     | Niet gespeeld     | Niet gespeeld     | Niet gespeeld     |
| 1952 | Niet gespeeld     | Niet gespeeld     | Niet gespeeld     | Niet gespeeld     |
| 1953 | Niet gespeeld     | Niet gespeeld     | Niet gespeeld     | Niet gespeeld     |
| 1954 | Niet gespeeld     | Niet gespeeld     | Niet gespeeld     | Niet gespeeld     |
| 1955 | Niet gespeeld     | Niet gespeeld     | Niet gespeeld     | Niet gespeeld     |
| 1956 | Niet gespeeld     | Niet gespeeld     | Niet gespeeld     | Niet gespeeld     |
| 1957 | Fortuna '54       | 1                 | 4–2               | Feijenoord        |
| 1958 | Sparta Rotterdam  | 1                 | 4–3               | Volendam          |
| 1959 | VVV               | 1                 | 4–1               | ADO               |
| 1960 | Niet gespeeld     | Niet gespeeld     | Niet gespeeld     | Niet gespeeld     |
| 1961 | Ajax              | 3                 | 3–0               | NAC               |
| 1962 | Sparta Rotterdam  | 2                 | 1–0 nv            | DHC               |
| 1963 | Willem II         | 2                 | 3–0               | ADO               |
| 1964 | Fortuna '54       | 2                 | 0–0 n.s. (4–3)    | ADO               |
| 1965 | Feijenoord        | 3                 | 1–0               | Go Ahead          |
| 1966 | Sparta Rotterdam  | 3                 | 1–0               | ADO               |
| 1967 | Ajax              | 4                 | 2–1 n.v.          | NAC               |
| 1968 | ADO               | 1                 | 2–1               | Ajax              |
| 1969 | Feijenoord        | 4                 | 1–1 n.v. 2–0      | PSV               |
| 1970 | Ajax              | 5                 | 2–0               | PSV               |
| 1971 | Ajax              | 6                 | 2–2 n.v. 2–1      | Sparta Rotterdam  |
| 1972 | Ajax              | 7                 | 3–2               | FC Den Haag       |
| 1973 | NAC               | 1                 | 2–0               | NEC               |
| 1974 | PSV               | 2                 | 6–0               | NAC               |
| 1975 | FC Den Haag       | 2                 | 1–0               | FC Twente '65     |
| 1976 | PSV               | 3                 | 1–0 n.v.          | Roda JC           |
| 1977 | FC Twente '65     | 1                 | 3–0 n.v.          | PEC Zwolle        |
| 1978 | AZ '67            | 1                 | 1–0               | Ajax              |
| 1979 | Ajax              | 8                 | 1–1 n.v. 3–0      | FC Twente '65     |
| 1980 | Feyenoord         | 5                 | 3–1               | Ajax              |
| 1981 | AZ '67            | 2                 | 3–1               | Ajax              |
| 1982 | AZ '67            | 3                 | 0–1, 5–1          | FC Utrecht        |
| 1983 | Ajax              | 9                 | 3–1, 3–1          | NEC               |
| 1984 | Feyenoord         | 6                 | 1–0               | Fortuna Sittard   |
| 1985 | FC Utrecht        | 1                 | 1–0               | Helmond Sport     |
| 1986 | Ajax              | 10                | 3–0               | RBC               |

| Jaar | Winnaar                                                      | Nr                                                           | Uitslag                                                      | Finalist                                                     |
| ---- | ------------------------------------------------------------ | ------------------------------------------------------------ | ------------------------------------------------------------ | ------------------------------------------------------------ |
| 1987 | Ajax                                                         | 11                                                           | 4–2 n.v.                                                     | FC Den Haag                                                  |
| 1988 | PSV                                                          | 4                                                            | 3–2 n.v.                                                     | Roda JC                                                      |
| 1989 | PSV                                                          | 5                                                            | 4–1                                                          | FC Groningen                                                 |
| 1990 | PSV                                                          | 6                                                            | 1–0                                                          | Vitesse                                                      |
| 1991 | Feyenoord                                                    | 7                                                            | 1–0                                                          | BVV Den Bosch                                                |
| 1992 | Feyenoord                                                    | 8                                                            | 3–0                                                          | Roda JC                                                      |
| 1993 | Ajax                                                         | 12                                                           | 6–2                                                          | sc Heerenveen                                                |
| 1994 | Feyenoord                                                    | 9                                                            | 2–1                                                          | NEC                                                          |
| 1995 | Feyenoord                                                    | 10                                                           | 2–1                                                          | FC Volendam                                                  |
| 1996 | PSV                                                          | 7                                                            | 5–2                                                          | Sparta Rotterdam                                             |
| 1997 | Roda JC                                                      | 1                                                            | 4–2                                                          | sc Heerenveen                                                |
| 1998 | Ajax                                                         | 13                                                           | 5–0                                                          | PSV                                                          |
| 1999 | Ajax                                                         | 14                                                           | 2–0                                                          | Fortuna Sittard                                              |
| 2000 | Roda JC                                                      | 2                                                            | 2–0                                                          | NEC                                                          |
| 2001 | FC Twente                                                    | 2                                                            | 0–0 n.s. (4–3)                                               | PSV                                                          |
| 2002 | Ajax                                                         | 15                                                           | 3–2 n.v.                                                     | FC Utrecht                                                   |
| 2003 | FC Utrecht                                                   | 2                                                            | 4–1                                                          | Feyenoord                                                    |
| 2004 | FC Utrecht                                                   | 3                                                            | 1–0                                                          | FC Twente                                                    |
| 2005 | PSV                                                          | 8                                                            | 4–0                                                          | Willem II                                                    |
| 2006 | Ajax                                                         | 16                                                           | 2–1                                                          | PSV                                                          |
| 2007 | Ajax                                                         | 17                                                           | 1–1 n.s. (8–7)                                               | AZ                                                           |
| 2008 | Feyenoord                                                    | 11                                                           | 2–0                                                          | Roda JC                                                      |
| 2009 | sc Heerenveen                                                | 1                                                            | 2–2 n.s. (5–4)                                               | FC Twente                                                    |
| 2010 | Ajax                                                         | 18                                                           | 2–0, 4–1                                                     | Feyenoord                                                    |
| 2011 | FC Twente                                                    | 3                                                            | 3–2 n.v.                                                     | Ajax                                                         |
| 2012 | PSV                                                          | 9                                                            | 3–0                                                          | Heracles Almelo                                              |
| 2013 | AZ                                                           | 4                                                            | 2–1                                                          | PSV                                                          |
| 2014 | PEC Zwolle                                                   | 1                                                            | 5–1                                                          | Ajax                                                         |
| 2015 | FC Groningen                                                 | 1                                                            | 2–0                                                          | PEC Zwolle                                                   |
| 2016 | Feyenoord                                                    | 12                                                           | 2–1                                                          | FC Utrecht                                                   |
| 2017 | Vitesse                                                      | 1                                                            | 2–0                                                          | AZ                                                           |
| 2018 | Feyenoord                                                    | 13                                                           | 3–0                                                          | AZ                                                           |
| 2019 | Ajax                                                         | 19                                                           | 4–0                                                          | Willem II                                                    |
| 2020 | Toernooi gestaakt, finalisten waren FC Utrecht en Feyenoord. | Toernooi gestaakt, finalisten waren FC Utrecht en Feyenoord. | Toernooi gestaakt, finalisten waren FC Utrecht en Feyenoord. | Toernooi gestaakt, finalisten waren FC Utrecht en Feyenoord. |
| 2021 | Ajax                                                         | 20                                                           | 2–1                                                          | Vitesse                                                      |
| 2022 | PSV                                                          | 10                                                           | 2–1                                                          | Ajax                                                         |
| 2023 | PSV                                                          | 11                                                           | 1–1 n.s. (3–2)                                               | Ajax                                                         |
| 2024 | Feyenoord                                                    | 14                                                           | 1–0                                                          | N.E.C.                                                       |
| 2025 | Go Ahead Eagles                                              | 1                                                            | 1–1 n.s. (4–2)                                               | AZ                                                           |

| Jaar       | Stadion                                    | Plaats            |
| ---------- | ------------------------------------------ | ----------------- |
| 1899       | Sportpark USV Hercules,Sportpark Heemstede | Utrecht,Heemstede |
| 1900       | Sportpark Sparta Rotterdam                 | Rotterdam         |
| 1901-1902  | Sportpark HFC                              | Haarlem           |
| 1903-1905  | Sportpark HVV                              | Den Haag          |
| 1906       | Sportpark HBS                              | Den Haag          |
| 1907       | Sportpark HVV                              | Den Haag          |
| 1908       | Sportpark Sparta Rotterdam                 | Rotterdam         |
| 1909       | Sportpark DFC                              | Dordrecht         |
| 1910       | Sportpark Delft                            | Delft             |
| 1911       | Sportpark Haarlem                          | Haarlem           |
| 1912       | Sportpark RAP                              | Amsterdam         |
| 1913       | Het Houten Stadion                         | Amsterdam         |
| 1914-1915  | Het Nederlandsch Sportpark                 | Amsterdam         |
| 1916       | Sportpark Houtrust                         | Den Haag          |
| 1917-1918  | Het Nederlandsch Sportpark                 | Amsterdam         |
| 1919       | Geen editie                                |                   |
| 1920       | Sportpark DFC                              | Dordrecht         |
| 1921       | Sportpark USV Hercules                     | Utrecht           |
| 1922-1924  | Geen editie                                |                   |
| 1925       | Sportpark UVV                              | Utrecht           |
| 1926       | Sportpark USV Hercules                     | Utrecht           |
| 1927       | Monnikenhuize                              | Arnhem            |
| 1928       | Sportpark Berestein                        | Hilversum         |
| 1929       | Geen editie                                |                   |
| 1930       | Het Kasteel                                | Rotterdam         |
| 1931       | Geen editie                                |                   |
| 1932       | Tilburgs Sportpark                         | Tilburg           |
| 1933       | Geen editie                                |                   |
| 1934       | Sportpark UVV                              | Utrecht           |
| 1935       | Kromme Zandweg                             | Rotterdam         |
| 1936       | Stadion De Vliert                          | Den Bosch         |
| 1937       | Sportterrein aan de Spaarndammerdijk       | Amsterdam         |
| 1938       | Sportpark UVV                              | Utrecht           |
| 1939       | Sportpark Eendracht                        | Arnhem            |
| 1940-1942  | Geen editie                                |                   |
| 1943       | Olympisch Stadion                          | Amsterdam         |
| 1944       | Sportpark Aalsterweg                       | Eindhoven         |
| 1945-1947  | Geen editie                                |                   |
| 1948       | Olympisch Stadion                          | Amsterdam         |
| 1949       | Sportpark Aalsterweg                       | Eindhoven         |
| 1950       | De Kuip                                    | Rotterdam         |
| 1951-1956  | Geen editie                                |                   |
| 1957       | De Kuip                                    | Rotterdam         |
| 1958       | Olympisch Stadion                          | Amsterdam         |
| 1959       | Zuiderparkstadion                          | Den Haag          |
| 1960       | Geen editie                                |                   |
| 1961       | Zuiderparkstadion                          | Den Haag          |
| 1962       | Het Kasteel                                | Rotterdam         |
| 1963       | Zuiderparkstadion                          | Den Haag          |
| 1964       | Philips Stadion                            | Eindhoven         |
| 1965-1966  | De Kuip                                    | Rotterdam         |
| 1967       | Stadion De Meer                            | Amsterdam         |
| 1968       | Zuiderparkstadion                          | Den Haag          |
| 1969       | De Kuip                                    | Rotterdam         |
| 1969       | De Kuip                                    | Rotterdam         |
| 1970       | Stadion De Vliert                          | Den Bosch         |
| 1971       | De Kuip                                    | Rotterdam         |
| 1971       | Olympisch Stadion                          | Amsterdam         |
| 1972-1976  | De Kuip                                    | Rotterdam         |
| 1977       | De Goffert                                 | Nijmegen          |
| 1978       | Olympisch Stadion                          | Amsterdam         |
| 1979       | De Kuip                                    | Rotterdam         |
| 1979       | De Kuip                                    | Rotterdam         |
| 1980       | De Kuip                                    | Rotterdam         |
| 1981       | Olympisch Stadion                          | Amsterdam         |
| 1982       | Veemarktterrein                            | Utrecht           |
| 1982       | Alkmaarderhout                             | Alkmaar           |
| 1983       | Stadion De Meer                            | Amsterdam         |
| 1983       | De Goffert                                 | Nijmegen          |
| 1984       | De Kuip                                    | Rotterdam         |
| 1985       | Stadion Galgenwaard                        | Utrecht           |
| 1986       | Stadion De Meer                            | Amsterdam         |
| 1987       | Zuiderparkstadion                          | Den Haag          |
| 1988       | Gemeentelijk Sportpark Tilburg             | Tilburg           |
| 1989-2009  | De Kuip                                    | Rotterdam         |
| 2010       | Amsterdam ArenA                            | Amsterdam         |
| 2010       | De Kuip                                    | Rotterdam         |
| 2011-2019  | De Kuip                                    | Rotterdam         |
| 2020       | De Kuip                                    | Rotterdam         |
| 2021-heden | De Kuip                                    | Rotterdam         |

## Ranglijst
| #  | Club               | Gewonnen | Verloren | Jaren gewonnen | Jaren verloren                                       |
| -- | ------------------ | -------- | -------- | --- | ---------------------------------------------------- |
| 1  | Ajax               | 20       | 8        | 1917, 1943, 1961, 1967, 1968, 1970, 1971, 1972, 1979, 1983, 1986, 1987, 1993, 1998, 1999, 2002, 2006, 2007, 2010, 2019, 2021 | 1900, 1934, 1978, 1980, 1981, 2011, 2014, 2022, 2023 |
| 2  | Feyenoord          | 14       | 5        | 1930, 1935, 1965, 1969, 1980, 1984, 1991, 1992, 1994, 1995, 2008, 2016, 2018, 2024                                           | 1934, 1957, 2003, 2010                               |
| 3  | PSV                | 11       | 8        | 1950, 1974, 1976, 1988, 1989, 1990, 1996, 2005, 2012, 2022, 2023                                                             | 1932, 1939, 1969, 1970, 1998, 2001, 2006, 2013       |
| 4  | AZ                 | 4        | 4        | 1978, 1981, 1982, 2013 | 2007, 2017, 2018, 2025                               |
| 5  | H.V. & C.V. Quick  | 4        | 3        | 1909, 1910, 1911, 1916 | 1909, 1910, 1916                                     |
| 6  | FC Twente          | 3        | 4        | 1977, 2001, 2011 | 1975, 1979, 2004, 2009                               |
| 7  | FC Utrecht         | 3        | 3        | 1985, 2003, 2004 | 1982, 2002, 2016                                     |
| 8  | Sparta Rotterdam   | 3        | 2        | 1958, 1962, 1966 | 1971, 1996                                           |
| 9  | Koninklijke HFC    | 3        | 0        | 1904, 1913, 1915 |                                                      |
| 10 | ADO Den Haag       | 2        | 6        | 1968, 1975 | 1959, 1963, 1964, 1966, 1972, 1987                   |
| 11 | HBS                | 2        | 5        | 1901, 1902 | 1903, 1904, 1905, 1908, 1915, 1916                   |
| 12 | Roda JC            | 2        | 4        | 1997, 2000 | 1976, 1988, 1992, 2008                               |
| 13 | Willem II          | 2        | 2        | 1944, 1963 | 2005, 2019                                           |
| 14 | WVV Wageningen     | 2        | 1        | 1939, 1948 | 1948                                                 |
| 15 | RCH                | 2        | 1        | 1918, 1928 | 1928                                                 |
| 16 | NAC                | 1        | 3        | 1973 | 1961, 1967, 1974                                     |
| 17 | PEC Zwolle         | 1        | 3        | 2014 | 1977, 2015                                           |
| 18 | sc Heerenveen      | 1        | 2        | 2009 | 1993, 1997                                           |
| 19 | FC Groningen       | 1        | 1        | 1989, 2015 |                                                      |
| 20 | Go Ahead Eagles    | 1        | 1        | 2025 | 1965                                                 |
| 21 | HFC Haarlem        | 1        | 4        | 1902 | 1911, 1912, 1914, 1950                               |
| 22 | VOC                | 1        | 3        | 1905, 1907 | 1908, 1909                                           |
| 23 | DFC                | 1        | 3        | 1914 | 1913, 1932, 1943                                     |
| 24 | Fortuna '54        | 1        | 1        | 1957, 1964 |                                                      |
| 25 | Vitesse            | 1        | 4        | 2017 | 1912, 1927, 1990, 2021                               |
| 26 | HBS-2              | 1        | 1        | 1908 | 1905                                                 |
| 27 | Quick 1888         | 1        | 0        | 1949 |                                                      |
| 28 | VVV                | 1        | 0        | 1959 |                                                      |
| 29 | Velocitas Breda    | 1        | 0        | 1900 |                                                      |
| 30 | DSV Concordia      | 1        | 0        | 1906 |                                                      |
| 31 | CVV                | 1        | 0        | 1920 |                                                      |
| 32 | VV Schoten         | 1        | 0        | 1921 |                                                      |
| 33 | ZFC                | 1        | 0        | 1925 |                                                      |
| 34 | T.S.V. LONGA       | 1        | 0        | 1926 |                                                      |
| 35 | Velocitas 1897     | 1        | 0        | 1934 |                                                      |
| 36 | RFC Roermond       | 1        | 0        | 1936 |                                                      |
| 37 | Eindhoven          | 1        | 0        | 1937 |                                                      |
| 38 | RAP                | 1        | 2        | 1899 | 1901                                                 |
| 39 | H.V.V.             | 1        | 2        | 1903 | 1899, 1904, 1910                                     |
| 40 | VUC                | 1        | 1        | 1920, 1927 |                                                      |
| 41 | VSV                | 1        | 1        | 1917, 1938 |                                                      |
| 42 | HFC Haarlem-2      | 1        | 0        | 1909 |                                                      |
| 43 | FC Volendam        | 0        | 2        | | 1958, 1995                                           |
| 44 | NEC                | 0        | 5        | | 1973, 1983, 1994, 2000, 2024                         |
| 45 | Fortuna Sittard    | 0        | 2        | | 1984, 1999                                           |
| 46 | De Spartaan        | 0        | 2        | | 1926, 1937                                           |
| 47 | Ajax Leiden        | 0        | 1        | | 1900                                                 |
| 48 | AC & VV Volharding | 0        | 1        | | 1906                                                 |
| 49 | Excelsior          | 0        | 1        | | 1930                                                 |
| 50 | DHC                | 0        | 1        | | 1962                                                 |
| 51 | BVV Den Bosch      | 0        | 1        | | 1991                                                 |
| 52 | AGOVV              | 0        | 1        | | 1938                                                 |
| 53 | Helmond Sport      | 0        | 1        | | 1985                                                 |
| 54 | Heracles Almelo    | 0        | 1        | | 2012                                                 |
| 55 | RFC Xerxes         | 0        | 1        | | 1925                                                 |
| 56 | HVV Helmond        | 0        | 1        | | 1935                                                 |
| 57 | DWV Amsterdam      | 0        | 1        | | 1948                                                 |
| 58 | KFC                | 0        | 1        | | 1936                                                 |
| 59 | RFC Rotterdam      | 0        | 1        | | 1921                                                 |
| 60 | SC Helmondia       | 0        | 1        | | 1949                                                 |
| 61 | RBC                | 0        | 1        | | 1986                                                 |
| 62 | RKSV Groene Ster   | 0        | 1        | | 1944                                                 |
| 63 | Voorwaarts         | 0        | 1        | | 1907                                                 |
| 64 | VVA                | 0        | 1        | | 1918                                                 |

## Topscorers KNVB Beker (heden-1956[11])
| Seizoen   | Speler                                                                                                   | Club(s)                                                        | Aantal |
| --------- | --- | -------------------------------------------------------------- | ------ |
| 2024/2025 | Ricardo Pepi Milan Zonneveld Ivan Perišić                                                                | PSV Quick Boys PSV                                             | 4      |
| 2023/2024 | Kornelius Hansen Milan Smit                                                                              | Almere City FC SC Cambuur                                      | 5      |
| 2022/2023 | Floris van der Linden                                                                                    | SV Spakenburg                                                  | 4      |
| 2021/2022 | Danilo                                                                                                   | Feyenoord                                                      | 6      |
| 2020/2021 | 8 spelers                                                                                                | 8 spelers                                                      | 3      |
| 2019/2020 | Steven Berghuis Samy Bourard Mike Trésor Ndayishimiye                                                    | Feyenoord FC Eindhoven Willem II                               | 4      |
| 2018/2019 | Oussama Idrissi                                                                                          | AZ                                                             | 6      |
| 2017/2018 | Wout Weghorst                                                                                            | AZ                                                             | 9      |
| 2016/2017 | Lewis Baker                                                                                              | Vitesse                                                        | 5      |
| 2015/2016 | Patrick Gerritsen Sébastien Haller                                                                       | Excelsior '31 FC Utrecht                                       | 5      |
| 2014/2015 | Arkadiusz Milik                                                                                          | Ajax                                                           | 8      |
| 2013/2014 | Aron Jóhannsson                                                                                          | AZ                                                             | 6      |
| 2012/2013 | Jozy Altidore                                                                                            | AZ                                                             | 8      |
| 2011/2012 | Bas Dost                                                                                                 | sc Heerenveen                                                  | 6      |
| 2010/2011 | Albert van Nijhuis                                                                                       | Sparta Nijkerk                                                 | 5      |
| 2009/2010 | Luis Suárez                                                                                              | Ajax                                                           | 8      |
| 2008/2009 | Paul Weerman                                                                                             | WKE                                                            | 5      |
| 2007/2008 | Roy Makaay                                                                                               | Feyenoord                                                      | 7      |
| 2006/2007 | Simon Cziommer                                                                                           | AZ                                                             | 7      |
| 2005/2006 | Klaas-Jan Huntelaar                                                                                      | sc Heerenveen Ajax                                             | 6      |
| 2004/2005 | Dennis de Nooijer                                                                                        | FC Dordrecht                                                   | 9      |
| 2003/2004 | Yuri Rose                                                                                                | Heracles Almelo                                                | 6      |
| 2002/2003 | Rick Hoogendorp                                                                                          | RKC Waalwijk                                                   | 8      |
| 2001/2002 | Jan Bruin Niki Leferink Peter van Vossen                                                                 | Cambuur Leeuwarden Go Ahead Eagles De Graafschap               | 6      |
| 2000/2001 | Jan Vennegoor of Hesselink                                                                               | FC Twente                                                      | 8      |
| 1999/2000 | Jack de Gier                                                                                             | N.E.C.                                                         | 12     |
| 1998/1999 | Dirk Jan Derksen                                                                                         | FC Zwolle                                                      | 9      |
| 1997/1998 | Dean Gorré Marcel Koning Anthony Lurling                                                                 | Ajax N.E.C. FC Den Bosch                                       | 6      |
| 1996/1997 | John Bosman Harry van der Laan                                                                           | FC Twente SC Cambuur                                           | 7      |
| 1995/1996 | Virgil Breetveld                                                                                         | De Graafschap                                                  | 8      |
| 1994/1995 | Hans van Arum Leeroy Echteld Jack de Gier Miroslav Stefanović                                            | RKC Waalwijk sc Heerenveen Go Ahead Eagles FC Volendam         | 7      |
| 1993/1994 | Tony Alberda Emiel van Eijkeren Pierre van Hooijdonk Harry van der Laan Takafumi Ogura Stefan Pettersson | sc Heerenveen FC Den Haag NAC Breda FC Den Haag Excelsior Ajax | 4      |
| 1992/1993 | Edgar Davids                                                                                             | Ajax                                                           | 5      |
| 1991/1992 | Paul Bremer Maurice Graef Piet Keur                                                                      | SC Rheden VVV-Venlo HFC Haarlem                                | 4      |
| 1990/1991 | Romário Martin van Geel                                                                                  | PSV Willem II                                                  | 5      |
| 1989/1990 | Harry van der Laan Erik Willaarts                                                                        | FC Den Haag FC Utrecht                                         | 5      |
| 1988/1989 | Willem van der Ark                                                                                       | Willem II                                                      | 6      |
| 1987/1988 | Ad van de Wiel                                                                                           | RKC Waalwijk                                                   | 5      |
| 1986/1987 | Marco van Basten                                                                                         | Ajax                                                           | 7      |
| 1985/1986 | Guus van der Borgt                                                                                       | NAC Breda                                                      | 7      |
| 1984/1985 | Hallvar Thoresen                                                                                         | PSV                                                            | 8      |
| 1983/1984 | Ruud Gullit                                                                                              | Feyenoord                                                      | 9      |
| 1982/1983 | Alex van der Klift                                                                                       | FC Wageningen                                                  | 7      |
| 1981/1982 | Pier Tol                                                                                                 | AZ                                                             | 8      |
| 1980/1981 | Wim Kieft                                                                                                | Ajax                                                           | 9      |
| 1979/1980 | Frank Arnesen                                                                                            | Ajax                                                           | 8      |
| 1978/1979 | Ray Clarke                                                                                               | Ajax                                                           | 6      |
| 1977/1978 | Ruud Geels                                                                                               | Ajax                                                           | 6      |
| 1976/1977 | John van Diggele                                                                                         | Excelsior                                                      | 4      |
| 1975/1976 | Willy van der Kuijlen                                                                                    | PSV                                                            | 10     |
| 1974/1975 | Johan Zuidema                                                                                            | FC Twente                                                      | 5      |
| 1973/1974 | Willy van der Kuijlen                                                                                    | PSV                                                            | 7      |
| 1972/1973 | Dick Advocaat Frans Bouwmeester jr. Kees Kist Aad Mansveld Bent Schmidt Hansen Wessel van den Bosch      | ADO Den Haag NAC Breda AZ ADO Den Haag PSV USV Elinkwijk       | 3      |
| 1971/1972 | Johan Cruijff Piet Keizer Sjaak Roggeveen Sjaak Swart Hans van Eeden                                     | Ajax ADO Den Haag Ajax ADO Den Haag                            | 3      |
| 1970/1971 | Johan Cruijff Jan Klijnjan                                                                               | Ajax Sparta Rotterdam                                          | 5      |
| 1969/1970 | Johan Cruijff                                                                                            | Ajax                                                           | 6      |
| 1968/1969 | Willy van der Kuijlen Henk Wery                                                                          | PSV Feyenoord                                                  | 7      |
| 1967/1968 | Rikkert La Crois                                                                                         | SC Veendam                                                     | 7      |
| 1966/1967 | Johan Cruijff                                                                                            | Ajax                                                           | 5      |
| 1965/1966 | Ole Madsen                                                                                               | Sparta Rotterdam                                               | 10     |
| 1964/1965 | Wout van Meeteren Wietse Veenstra                                                                        | SVV Go Ahead Eagles                                            | 6      |
| 1963/1964 | Cees Groot Piet van Rhijn                                                                                | Ajax Fortuna '54                                               | 5      |
| 1962/1963 | Piet Buis                                                                                                | Alkmaar '54                                                    | 7      |
| 1961/1962 | Chiel Jansen                                                                                             | DHC Delft                                                      | 6      |
| 1960/1961 | Henk Groot                                                                                               | Ajax                                                           | 14     |
| 1959/1960 | Geen toernooi gespeeld                                                                                   | Geen toernooi gespeeld                                         |        |
| 1958/1959 | Leo Canjels                                                                                              | NAC Breda                                                      | 14     |
| 1957/1958 | Dick Tol                                                                                                 | FC Volendam                                                    | 13     |
| 1956/1957 | Toon Meerman                                                                                             | Feyenoord                                                      | 17     |

## Statistieken

### Meeste finales
De meeste finales werden gespeeld door AFC Ajax (28×) en deze club won de beker ook het vaakst (20×), PSV speelde negentien keer de finale en won er elf daarvan. Feyenoord speelde achttien keer de finale en won veertienmaal de beker. ADO Den Haag (waarvan drie keer als FC Den Haag) en AZ stonden achtmaal in de finale. Het Haagse HBS (tussen 1902-1916), FC Utrecht en FC Twente wisten zeven keer de eindstrijd te bereiken.
Drie clubs wonnen drie opeenvolgende keren de finale:
H.V. & C.V. Quick uit Den Haag in 1909, 1910, 1911. De eerste twee edities stond het tweede elftal in de finale.
Ajax uit Amsterdam in 1970, 1971, 1972.
PSV uit Eindhoven in 1988, 1989, 1990.
Aangetekend moet worden dat Ajax bij het behalen van drie titels op rij niet ongeslagen bleef. In de eerste titelstrijd van deze reeks werd in de derde ronde met 2-1 verloren van AZ '67.
Dit betekent normaliter uitschakeling.
Omdat er echter maar zeven ploegen over waren, werd een van de verliezers alsnog ingeloot.
AFC Ajax was de gelukkige en won vervolgens de beker.

### Grootste uitslag
Tijdens het seizoen 1903/04 won HFC met 25-0 tegen AC & FC VVV uit Amsterdam, nog altijd een record in de Nederlandse bekercompetitie. Eddy Holdert scoorde dertien keer; ook een record.
De grootste uitslag sinds de invoering van het profvoetbal is de 18-1 van NAC Breda tegen VV Dongen in het seizoen 1958/59.
De grootste uitslag in een bekerfinale was op 11 juni 1944. Willem II – Groene Ster Heerlerheide eindigde in Eindhoven in 9-2.

### Snelste doelpunt in finale
De Braziliaan Romário maakte in 1989 namens PSV het vroegste doelpunt in een bekerfinale toen hij in de 2e minuut scoorde.

### Meeste doelpunten in finale door speler
In de bekerfinale van 1935 scoorde Wim Groenendijk namens Feyenoord vier keer tegen HVV Helmond.

### Amateurclubs in de kwartfinale, halve finale & finale
Sinds de hervormingen van het voetbal in 1971 hebben 10 amateurclubs de kwartfinales bereikt. Quick Boys en Noordwijk lukte dit zelfs twee keer.
| Seizoen   | Club             |
| --------- | ---------------- |
| 1974/1975 | IJsselmeervogels |
| 1985/1986 | SV Marken        |
| 1988/1989 | VC Vlissingen    |
| 2007/2008 | Quick Boys       |
| 2010/2011 | Noordwijk        |
| 2011/2012 | GVVV             |
| 2013/2014 | JVC Cuijk        |
| 2015/2016 | HHC Hardenberg   |
| 2015/2016 | VVSB             |
| 2022/2023 | Spakenburg       |
| 2024/2025 | Noordwijk        |
| 2024/2025 | Quick Boys       |

3 amateurclubs lukte het zelfs om vervolgens de halve finale te bereiken.
| Seizoen   | club             |
| --------- | ---------------- |
| 1974/1975 | IJsselmeervogels |
| 2015/2016 | VVSB             |
| 2022/2023 | Spakenburg       |

Geen een amateurclub lukte het, sinds de invoering van het betaalde voetbal tot heden, om de finale van de KNVB-beker te bereiken.